# Трап (музикален жанр)
Трап (на английски: trap music) е музикален жанр, произлизащ от хип-хопа, който става популярен в края на 1990-те до началото на 2000-те в Южните Съединени американски щати. Характеризира се с двойни или тройни ритми на чинелите, големи бас барабани от барабанната машина Roland TR-808, синтезатор и предимно мрачно чувство и лирично съдържание. Терминът „трап“ също се отнася до местата, където се извършват сделки с наркотици. През 2010 г., трапът е смесен с дъбстеп, за да се създаде жанрът „трап-EDM“ (ЕДМ – Електронна денс музика).

## Характеристики
Трап музиката се определя от нейното мрачно и грубо текстово съдържание, което варира значително според изпълнителя. Често срещаните теми включват преживявания от трудностите в уличния живот като бедност, насилие и тежки преживявания, с които се сблъскват музикантите в градската среда.
Трап музиката си служи с голямо количество инструментали, монотонни или мелодични синтезатори, ритмични барабани, дълбоки бас барабани тип „808“, двукратни и трикратни ритми на чинели. Също и кинематографско, симфонично използване на струнни, перкусионни, духови и клавирни инструменти, за да се създаде енергична и разнообразна атмосфера. Тези първични характеристики продължават да бъдат типичният звук на трап музиката, произхождаща от продуцента Shawty Redd. Трапът може да използва диапазона от темпове между 100 BPM до 176 BPM, но темпото на типичния трап ритъм е около 140 BPM.

## 1990 – 2000: Произход
Терминът ТРАП „капан“ се използва за обозначаване на място, където се извършват сделки с наркотични вещества. Терминът се заражда в Атланта, където рапърите Куул Брийз, Бънжън Фемили, Ауткаст, Гууди Мод и Гето Мафия са сред основоположниците на термина в музиката. През 1988 г. един от най-ранните публикувани записи е Cocaine In The Back of the Ride на UGK от дебютния им EP The Southern Way. По-късно през 1992 г. те пускат популярната песен Pocket Full of Stones от дебютния си албум Too Hard to Swallow. Също така е включена в филма от 1993 г. „Заплаха към обществото“. През 1996 г. Мастър П. пуска сингъла си Mr. Ice Cream Man, който е част от петия му студиен албум „Ice Cream Man“. В даден момент феновете и критиците започват да наименуват рапъри, чиято основна лирична тема е търговията с наркотици, „трап рапъри“. Дейвид Дрейк (от списание „Complex“) пише, че „трапът в началото на 2000 г. не означаваше жанр, а буквално означаваше „място“, а терминът по-късно е приет, за да описва „музиката, създадена за това „място“.
По време на ранните си години, до средата на 2000-те, трап музиката се отличава като признат жанр след широкия и разпространен успех на голям брой албуми и сингли, обхващащи теми за живота на търговията с наркотици и борбата за успех и самоизтъкване. Няколко рапъри от Юга, играещи ролята на наркодилъри на сцената, като TI, Jeezy, Gucci Mane, Yo Gotti и Rick Ross правят множество хитове заедно и спомагат за увеличаването на популярността на жанра, като записите на трап песни започват да присъстват все повече върху касетки и радиостанции отвъд Юга. Въпреки че създателите на трап музика са доста разнообразни в своите стилове на творчество, типичният звук на трапа (обикновено водещ се от синтезатор, оркестър и струнни инструменти с дълбоко стегнати удърни барабани тип „808“, изпълнени с бас), се свързва с жанра, разработен в Атланта през навлизането на трапа в средата на 2000-те години. Някои от известните продуценти на трап от средата до края на 2000-те включват Дижей Томп, Фатбой, Дръмма Бой, Шоути Ред, Д-р Рич, и Зейтовен. Първата серия от трап песни е повлияна от по-ранните южни продуценти като Лил Джон, Мани Фреш и Диджей Паул.

## 2010s: Разпространение

### Популярност
Към края на десетилетието се заражда втора вълна от музиканти, които набират популярност и често се озовават на високо ниво в класациите на Billboard за хип-хоп. Трап продуцентът Lex Luger се издига и става изключително популярен, като между годините 2010 и 2011 създава над 200 песни, включително и множество сингли за известни рапъри, като BMF (Blowin' Money Fast) на Рик Рос, H • A • M на Кание Уест и Джей Зи, и „Хард ин да Пейнт“ на Waka Flocka Flame. След издигането на Лугер, типично звучащият негов трап е силната употреба на „808“, малки барабани, бързи и енергични чинели, синтезатори и семпли на медни духови инструменти, флейта и пиано. Много от неговата музика вече е приета и използвана от други хип-хоп продуценти, опитващи се да копират неговия успех, поради факта, че на Лугер често се приписва популяризацията на модерния трап. От 2010 г. насам, редица съвременни трап продуценти придобиват популярност в индустрията, най-вече Southside на 808 Mafia и TM88, Sonny Digital, Young Chop, DJ Spinz, Tay Keith и Metro Boomin. Някои продуценти изпробват други жанрове, като например съвременни R&B (Mike WiLL Made It) и електронна музика (AraabMuzik).
По време на 2011 и 2012 година, трап музиката поддържа силно присъствие в популярното музикално списание Билборд (Billboard) с голямо количество записи, създадени от рапъри като Йондг Джейси, Чийф Кийф и Фючър (rapper)|Future]]. Сингълът на Джийзи Ballin е достига 57-о място в класациите на Billboard и се счита за една от най-добрите му песни в продължение на дълъг период от време. Сингълът на Future, Turn On the Lights, има над 500 000 продадени копия и се класира на 50-о място в Billboard Hot 100, а песните на Кийф I Like Like и Love Sosa са гледани над 30 милиона пъти в YouTube, същевременно създавайки отделен поджанр на трапа, наречен дрил (тренировка). Музикалните критици описват стила на продуциране на дрил като „звуковия братовчед на разглезен фуўтўърк, южен хип-хоп и 808“. Йънг Чоп често е определян от критиците като най-характерния продуцент на жанра. Звукът на музиката на трап продуцента Lex Luger има много голямо влияние върху дрил музиката, и Йонг Чоп счита Шоути Ред, Дръмма Бой и Зейтовен за важни предшественици на движението на дрил музиката. „I Don't Like“ вдъхновява още един жител на Чикаго, известният хип-хоп продуцент и рапър Кание Уест, да създаде ремикс на песента, която е включена в неговия лейбъл GOOD Music на компилационния албум Cruel Summer. Stelios Phili от GQ нарича трап музиката „звука на хип-хопа през 2012 година“.
През май 2015 година, трап музиката отново достига първо място в класациите, когато хит сингъла на рапъра от Ню Джърси Fetty Wap, "Trap Queen" достига второ място в Billboard Hot 100 класацията на САЩ. Следващите сингли на Fetty Wap, My Way и 679, също достигат топ 10 в класацията Billboard Hot 100. Бруклинският рапър Дизайнър получава голямо признание през 2016 г. след записването и публикуването песента Panda като негов дебютен микстейп сингъл, който оглавява класацията на Billboard Hot 100. Търговският успех на трап песните започва да се подпомага и от интернет миймове, какъвто е случаят с Рей Сремърд и „Черните Бийтълс“ на Гучи Мейн, които достигат първо място в класацията на Билборд Hot 100 след експозицията и популяризирането чрез интернет феномена „Манекен предизвикателство“. По същия начин през 2017 г. общата песен на рапърите Migos и Lil Uzi Vert Bad and Boujee, откъдето е популярният тест „Raindrop (Drip), Drop top (Drop Top)“  достига първо място след влизането ѝ в мийм културата.
Рапърката Cardi B става изключително популярна, поради песента си Bodak Yellow, която успешно достига първо място в американската класация Billboard Hot 100 през 2017 г.
През 2018 г., за реклама на албума си Dime Trap, TI отваря поп-трап музей на музиката (интернет музей за трап музика): "Ние го организирахме от самото начало. Целта на музея беше да се представят и признаят най-важните приносители към тази култура и също така да вдъхнови тези, които се намират в обстановката, породила жанра.”  В музея има и „стая на загадките“, наречена „Escape the Trap“.

### Влияние и популярност
Откакто трап музиката поддържа силното си присъствие в класациите, върху нея влияят и музиканти, които не се занимават с хип-хоп. Песните на R&B певицата Beyoncé „Drunk in Love“, „Flawless“ и „7/11“, от нейния албум Beyoncé, публикуван през 2013 година, също съдържат елементи от трап музиката. Американската поп певица Лейди Гага също има песен, повлияна от трапа – „Jewels 'n Drugs“, част от албума ѝ Artpop, в която участват рапърите TI, Too Short и Twista. Комбинацията от поп и трап музика получава смесен отговор от критиците. През септември 2013 г. американската поп певица Кейти Пери издава песен, озаглавена „Dark Horse“, част от нейния албум Prism, който също така е публикуван през 2013 г., с участието на рапъра Juicy J, в която има много трап елементи. Песента достигна първо място в класациите на Billboard Hot 100 до края на януари 2014 г.
През 2015 година се появява нов поджанр на трап музиката „латински трап“. Също така известен като „Испаноезичен трап“, латинският трап е подобен на мейнстрийм трапа, който описва улицата – обири и наркотици. Изтъкнати латино трап музиканти са Фуего, Anuel AA и Бад Бъни. През юли 2017 г. The Fader пише „Рапърите и регетонеросите от Пуерто Рико до Колумбия са взели елементи от капана – неравния бас, мощните 808-те и „атмосферата на полузатворени очи“ – и са ги вкарали в хит след хит“. В статия на поредицата на „Billboard“ – „Кратка история на“ от август 2017 г., се споменават основни представители на латино трапа, включващи Озуна, Де ла Гето, Бад Бани, Фарруко и Месия, за да бъде описана кратка история на жанра. Ремиксираната версия на сингъла на Cardi B „Bodak Yellow“ (която преди е била на първо място в класацията на Billboard Hot 100), наречена „Latin Trap Remix“, е официално издадена на 18 август 2017 г. и включва рапирането на Cardi B на испански език с участието на Доминикански хип-хоп изпълнител Месия. През ноември 2017 г., Rolling Stone пише, че „разпространяващият се латински трап отговаря на по-скорощни развития в американския трап.“ 
„Бабългъм Рап“ се състои от „гърмящ съпроводен с трап ритъм елементи и мърморещ рап.
На 5 май 2018 г. рапърът и музикантът Childish Gambino издава Това е Америка, която е „построена върху острия контраст между весели, синкретични мелодии и зловещи извори на трап“. Тя достига до първо място в Billboard Charts и набира над 65 милиона слушания и гледания през първата седмица на неговото публикуване.